# Sverige ved sommer-OL 1908
Sverige ved sommer-OL 1908. Sportsudøvere fra Sverige deltog i fjorten sportsgrene under Sommer-OL 1908 i London. Sverige blev tredje bedste nation med otte guld-, seks sølv- og elleve bronzemedaljer. 

## Medaljer
| 1908 London | Guld | Sølv | Bronze | Total |
| Sverige     | 8    | 6    | 11     | 25    |

### Medaljevinderne
| Sverige under OL 1908 i London | Sverige under OL 1908 i London | Sverige under OL 1908 i London | Sverige under OL 1908 i London           | Sverige under OL 1908 i London |
| Medaljer                       | Udøver | Sport                          | Øvelse                                   | Resultat                       |
| ------------------------------ | --- | ------------------------------ | ---------------------------------------- | ------------------------------ |
| Guld                           | Eric Lemming | Atletik                        | Spydkast                                 | 54,83 meter                    |
| Guld                           | Eric Lemming | Atletik                        | Spydkast fristil                         | 54,44 meter                    |
| Guld                           | Hjalmar Johansson | Udspring                       | 10 meter tårnudspring                    |                                |
| Guld                           | Ulrich Salchow | Kunstløb                       | mænd, single                             |                                |
| Guld                           | Oscar Swahn | Skydning                       | løbende hjort, enkeltskud                | 25                             |
| Guld                           | Arvid Knöppel Ernst Rosell Alfred Swahn Oscar Swahn | Skydning                       | løbende hjort, enkeltskud, hold          | 86                             |
| Guld                           | Carl Bertilsson Andreas Cervin Hjalmar Cedercrona Rudolf Degermark Carl Folcker Sven Forssman Erik Granfelt Carl Hårlemann Nils Hellsten Gunnar Höjer Arvid Holmberg Carl Holmberg Osvald Holmberg Hugo Jahnke Johan Jarlén Gustaf Johnsson Rolf Johnsson Nils von Kantzow Sven Landberg Olle Lanner Axel Ljung Osvald Moberg Carl Norberg Erik Norberg Tor Norberg Axel Norling Daniel Norling Gösta Olson Leonard Peterson Sven Rosén Gustaf Rosenquist Axel Sjöblom Birger Sörvik Haakon Sörvik Karl Johan Svensson Nils Widforss Karl Gustaf Vingqvist Gösta Åsbrink | Gymnastik                      | mangekamp, hold                          |                                |
| Sølv                           | Mauritz Andersson | Brydning                       | græsk-romersk stil, mellemvægt           |                                |
| Sølv                           | Richard Johansson | Kunstløb                       | mænd, single                             |                                |
| Sølv                           | Karl Malmström | Udspring                       | 10 meter tårnudspring                    |                                |
| Sølv                           | Per-Olof Arvidsson Janne Gustafsson Axel Jansson Gustaf Adolf Jonsson Claes Rundberg Gustav-Adolf Sjöberg | Skydning                       | 300 m riffel, 3 stillinger, holdskydning | 4711                           |
| Sølv                           | Eric Carlberg Vilhelm Carlberg Johan Hübner von Holst Frans-Albert Schartau | Skydning                       | 50 og 100 yards riffel holdskydning      | 737                            |
| Sølv                           | Carl Hellström Edmund Thormählen Erik Wallerius Eric Sandberg Harald Wallin | Sejlsport                      | 8-meterklassen                           |                                |
| Bronze                         | Märtha Adlerstråhle | Tennis                         | damer, indendørs, single                 |                                |
| Bronze                         | Harald Julin | Svømning                       | 100 meter fri                            |                                |
| Bronze                         | Pontus Hanson | Svømning                       | 200 meter bryst                          |                                |
| Bronze                         | Otto Nilsson | Atletik                        | Spydkast fristil                         |                                |
| Bronze                         | Arvid Spångberg | Udspring                       | 10 meter tårnudspring                    |                                |
| Bronze                         | Johan Svanberg | Atletik                        | 5 miles                                  |                                |
| Bronze                         | Oscar Swahn | Skydning                       | løbende hjort, dobbeltskud               |                                |
| Bronze                         | Bruno Söderström | Atletik                        | Stangspring                              | 3,58 meter                     |
| Bronze                         | Per Thorén | Kunstløb                       | mænd, single                             |                                |
| Bronze                         | Wollmar Boström Gunnar Setterwall | Tennis                         | mænd, indendørs, double                  |                                |
| Bronze                         | Robert Andersson Erik Bergvall Pontus Hanson Harald Julin Torsten Kumfeldt Axel Runström Gunnar Wennerström | Vandpolo                       | vandpolo, mænd                           |                                |